# Perry McGillivray
Perry McGillivray (ur. 5 sierpnia 1893 w Chicago, zm. 27 lipca 1944 w Maywood), amerykański pływak i piłkarz wodny. Dwukrotny medalista olimpijski.

## Kariera
Startował na dwóch igrzyskach przedzielonych pierwszą wojną światową (IO 12, IO 20) i na obu zdobywał medale w sztafecie kraulowej 4 × 200 m. W 1912 roku Amerykanie zajęli drugie miejsce. Osiem lat później zostali mistrzami olimpijskimi w tej konkurencji. Oprócz McGillivraya w sztafecie płynęli wtedy Norman Ross, Pua Kealoha i Duke Kahanamoku. McGillivray był wielokrotnym mistrzem Stanów Zjednoczonych i rekordzistą świata. Tytuły mistrza USA zdobywał również w piłce wodnej. Na igrzyskach olimpijskich w Antwerpii brał udział w turnieju piłki wodnej, a podczas igrzysk w 1928 roku był trenerem reprezentacji.
W 1981 został przyjęty do International Swimming Hall of Fame.